# Felipe Neto
Felipe Neto Rodrigues Vieira (Rio de Janeiro, 21 de janeiro de 1988) é um youtuber, empresário, ator, comediante, escritor e filantropo brasileiro. Possuiu em 2024 mais de 46,7 milhões de inscritos e mais de 18 bilhões de visualizações, e em 2019, foi o youtuber solo do Brasil com o maior número de inscritos. Também tem cidadania portuguesa.
Seu sucesso inicial se deu mostrando, nos seus vídeos, sua opinião sobre celebridades, atividades do cotidiano e filmes, geralmente com tom fortemente crítico e/ou cômico, sendo o primeiro a conquistar 1 milhão de inscritos no Brasil. Seus vídeos têm dado uma maior ênfase ao entretenimento geral. É irmão do youtuber Luccas Neto. Em 2019, tornou-se o segundo youtuber mais assistido do mundo. Em dezembro de 2019, entrou no ranking do instituto QualiBest como um dos maiores influenciadores digitais do Brasil. Em 2020, foi incluído na tradicional lista das 100 pessoas mais influentes do mundo, organizada pela revista norte-americana Time.
Felipe foi o fundador da Paramaker, uma empresa de network dentro do YouTube, que é dono de canais como o Parafernalha, IGN Brasil Network, gerenciando aproximadamente 5 mil canais em toda a sua rede, como um esforço para profissionalizar o mercado de vídeos online no Brasil.
Em 2024 lançou um livro "Como enfrentar o ódio" que seis horas depois de iniciar a pré-venda se tornou o livro mais vendido da Amazon.

## Biografia
Felipe Neto Rodrigues Vieira nasceu e cresceu no Rio de Janeiro, no Buraco do Padre, bairro do Engenho Novo, Zona Norte da cidade do Rio de Janeiro. Ele é filho de Rosa Esmeralda Pimenta Neto e Alexandre Rodrigues Vieira e também cresceu com seu irmão, o youtuber e ator Luccas Neto. Seu pai é um psicólogo brasileiro, enquanto sua mãe é portuguesa. Felipe possui as duas nacionalidades, brasileira e portuguesa. Começou a trabalhar aos 13 anos em uma loja que comercializava itens de metal para camelôs. Aos 14 anos abriu uma empresa de telemensagem, que devido à incomplacência de seus clientes, acabou falindo pouco tempo depois. Ao mesmo tempo em que trabalhava, ainda na adolescência, fazia cursos de teatro e atuava em alguns espetáculos. Em 13 de março de 2021, Felipe Neto informou que três jornalistas escreviam a sua biografia não autorizada. Ele afirmou, via Twitter, que não viveu "nem perto do suficiente para ter uma biografia".

## Carreira

### 2010–2015: Início do Não Faz Sentido e primeiros trabalhos

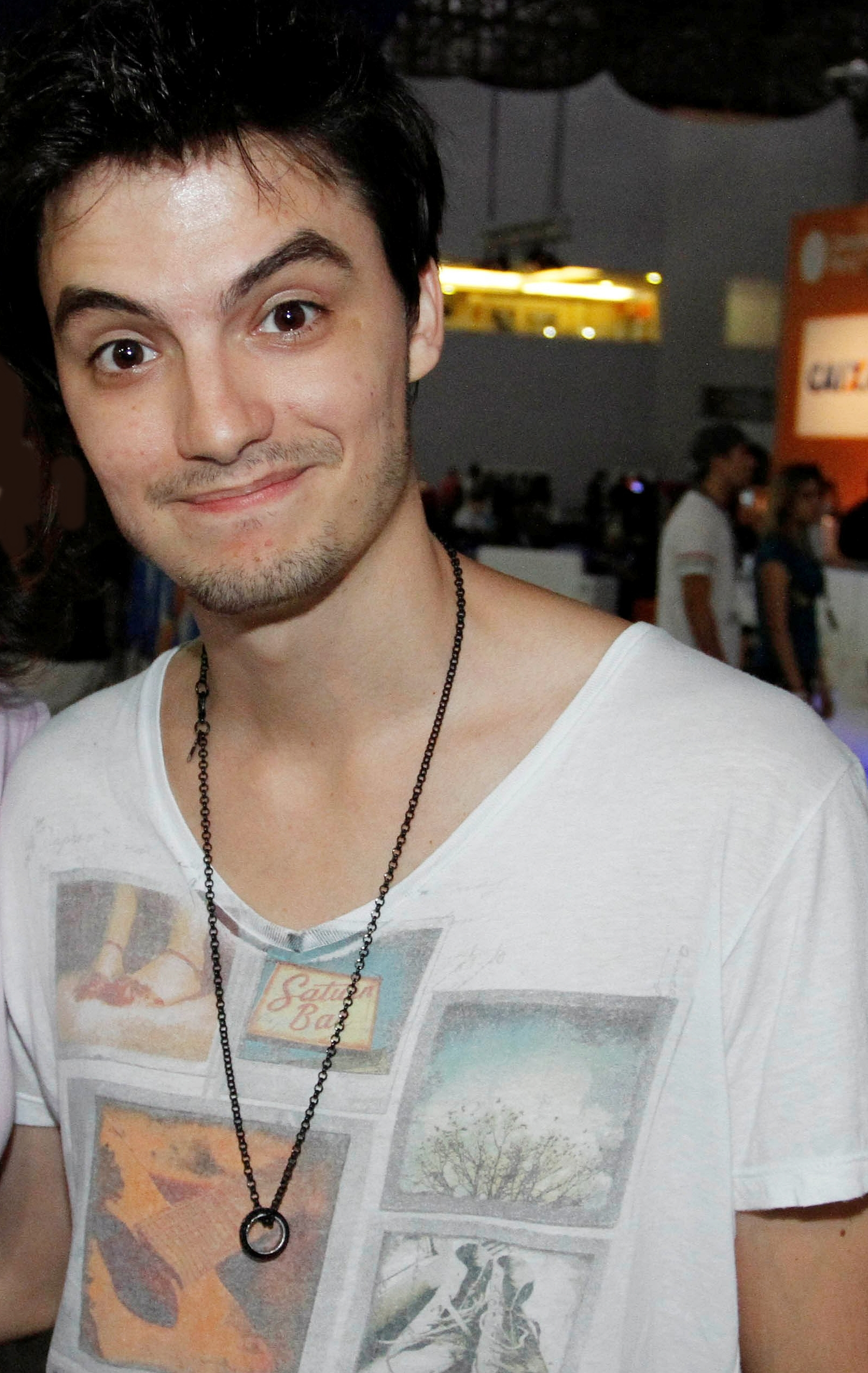
Felipe Neto na Campus Party Brasil 2012

Em abril de 2010, começou a postar vídeos em seu canal no YouTube abordando temas da época e fazendo críticas a comportamentos e atitudes de artistas e da própria população, geralmente com tom cômico e agressivo. Rapidamente, o seu canal começou a ganhar notoriedade na mídia. Vídeos falando sobre assuntos que o incomodavam, especialmente os relacionados às formas de entretenimento tipicamente associadas ao público feminino jovem, causaram grande repercussão e opiniões diversificadas entre os internautas. Após o sucesso na internet e a repercussão na mídia, Felipe participou de campanhas publicitárias e se tornou garoto-propaganda de algumas marcas.
Ainda no ano de 2010, Felipe Neto recusou um convite para trabalhar como repórter do programa "Tudo É Possível" da Rede Record e em 11 de dezembro do mesmo ano entrou no ar com o canal Multishow para o programa Será Que Faz Sentido?, que consistia em mostrar a história de um jovem ator para fazer um programa de TV.
Em maio de 2011, Felipe, acompanhado por Fábio Nunes, estreou um quadro de humor no programa Esporte Espetacular, da Rede Globo, onde ambos faziam breves cenas humorísticas sobre o mundo esportivo. Em julho do mesmo ano, ele participou de outro programa no canal Multishow, intitulado Até que Faz Sentido, onde ouvia a opinião de diversas pessoas sobre diferentes assuntos, como trânsito, consumismo, pessoas inconvenientes e também dava sua própria opinião, porém com menos informalidade do que se apresentava na internet. Em agosto de 2012, seu canal no YouTube chegou a 1 milhão de inscritos, sendo o primeiro canal em língua portuguesa a atingir essa marca.
Em dezembro de 2012, Felipe participa do YouPix Festival, onde destacou a importância da plataforma Youpix no incentivo para produção de conteúdos e na oportunidade para o surgimento de novos talentos. Em 2013, estreou a websérie A Toca, produzida pela Parafernalha para o serviço pago de TV na internet Netflix. No dia 11 de março de 2014, anunciou em suas redes sociais que faria um curso de três semanas na Universidade Harvard. Ele cursou o primeiro módulo do programa OPM (Owner/President Manager), um curso curto para empresários.
No segundo semestre de 2015, Felipe deu início aos ensaios de seu novo trabalho no teatro, o espetáculo "Minha Vida Não Faz Sentido", inspirado em seu canal, foi produzida exclusivamente para o Netflix Brasil. Em dezembro de 2015, embarcou para Las Vegas e gravou a websérie-reality #LasVegasREAL para o Grupo It Brazil, ao lado do ator Maurício Meirelles. Mais tarde, gravou #MIAMIREAL também para o Grupo It Brazil.

### 2016–presente: Fim do Não Faz Sentido e nova fase
A partir de 2016, Felipe Neto resolveu repaginar o seu canal no YouTube. Em 2017, mudou-se de seu apartamento para uma mansão (avaliada em 6,5 milhões de reais) na Barra da Tijuca, no Rio de Janeiro, e criou um canal no YouTube junto com seu irmão Luccas, com quem foi morar, batendo o recorde de menor tempo com 1 milhão de inscritos em menos de 24 horas.
Eu acabei sendo inserido no mundo infantil graças ao sucesso do meu irmão, Luccas Neto, com as crianças. Ele virou a maior febre infantil da história do Brasil desde a Xuxa. Embora meu público majoritário continue sendo sempre adolescentes e adultos, crianças começaram a me assistir sem eu ter me preparado pra isso, então precisei aprender enquanto fazia. No início, erros foram cometidos, campanhas publicitárias que poderiam ter sido evitadas ou feitas de outra forma, mas eu fui aprendendo e evoluindo. Não existe uma faculdade de criação de conteúdo para crianças, eu tive que aprender na prática. (…) Por isso sempre faço o desafio: se você acha que meu canal é uma má influência em qualquer nível, eu o desafio a assistir por uma semana e manter a mesma opinião.— Felipe Neto
Felipe Neto contratou conselheiros, pedagogos e psicólogos para trabalhar no canal, após descobrir que crianças começaram a assistir, que era até aquele momento voltado somente para adolescentes e adultos. Em 17 de novembro de 2017, anunciou sua rede de coxinhas ao lado de Luccas Neto, a Neto's. Em agosto de 2018 estreou o canal de jogos Final Level. Foi divulgado em outubro de 2019 que Felipe Neto emprega 200 pessoas.
Quando questionado sobre o conteúdo produzido no canal, Felipe Neto respondeu que faz "vídeos de variedades (…) sobre ciência, história, geografia, sobre o mundo animal, vegetal, até mineral. Contudo, sempre digo que meu canal não é de educação e as informações estão ali para divertir, caso surja alguma dúvida, tem que ser tirada com o professor." Em 28 de novembro de 2019, Felipe Neto apresenta em seu canal o show da Black Friday, a maior live já feita no YouTube. O evento foi gravado no YouTube Space, no Rio de Janeiro e contou com participação de outras personalidades, sendo também transmitido simultaneamente em mais de um canal. Ainda em novembro, revelou que negou entrar no programa A Fazenda 11.
Em janeiro de 2020, Felipe Neto aparece no vídeo promocional da Netflix Brasil, da série Sex Education. Em março de 2020, devido a seus funcionários estarem afastados dos postos de trabalho por causa da Pandemia de COVID-19, Felipe Neto lançou em seu canal no YouTube uma série gameplay da Saga Minecraft.

## Filantropia

### Bienal do Livro do Rio de Janeiro
Em setembro de 2019, Felipe Neto comprou 14 mil livros de temática LGBT em resposta à censura, de um beijo entre homens estampado em um gibi, do prefeito do Rio de Janeiro, Marcelo Crivella. Todos os livros foram doados na Bienal do Livro do Rio de Janeiro. Após a atitude, o youtuber tornou-se alvo de ameças de morte, pela ala conservadora, e passou a andar com esquema de segurança. Por esta ação ganhou uma Medalha do Mérito da Câmara dos Deputados do Brasil. O posicionamento de Felipe Neto na Bienal do Rio o colocou no centro do debate político, quando questionado no Estado de S. Paulo ele respondeu: 
Não me defino, não há como se definir politicamente no Brasil hoje, porque tudo virou 'Fla-Flu'. Se sou de direita, sou ultra-conservador ou tucano defensor da concentração de renda. Se sou de esquerda, sou comunista ou petista e maconheiro. Eu luto pelo bom senso, eu luto pela diminuição da desigualdade social, pela diversidade, pelas liberdades individuais, pela democracia. As pessoas que me encaixem no espectro que preferirem.— Felipe Neto, outubro de 2019
Na entevista concedida ao Estado de S. Paulo, também comentou sobre a situação política do Brasil e negou que pretende se candidatar a alguma eleição.

## Empresas

### Paramaker Network
Em 2011, Felipe Neto fundou a "Paramaker Network", a primeira empresa de network dentro do YouTube brasileiro, visando a profissionalização do ramo. Em dezembro de 2012, ele fechou uma parceria com a Maker Studios dos Estados Unidos.
Em outubro de 2015, Felipe vendeu o controle da "Paramaker Network" para a empresa de mídia Francesa Webedia, e o atual CEO da empresa é o franco-argentino Luther Peczan. A Webedia é detentora dos sites AdoroCinema, IGN, TudoGostoso, PurePeople e PureBreak e edita vários sites de marcas como o Beleza Extraordinária para a empresa L'Oréal. Assim, Felipe Neto passou a ser responsável pelo núcleo criativo da empresa.

### Take 4 Content
Em 2017, Felipe Neto inaugurou a Take 4 Content. Ao lado de João Pedro Paes Leme, jornalista e ex-diretor executivo da Rede Globo, de seu irmão Luccas Neto e Cassiano Scarambone, ele integrava o time de sócios da empresa especializada em curadoria de conteúdo digital.
Permaneceram em atividade por durante 2 anos, quando Felipe e João Pedro junto com Luccas decidiram deixar a Take 4 Content.

### Play9
Com a saída da Take 4 Content em agosto de 2019, Felipe e João Pedro criaram a Play9 uma empresa que faz parte de um grande hub de inteligência para levar soluções digitais integradas aos clientes, sejam eles marcas pessoais ou empresas, por conta da saída de Felipe e Luccas, o canal "Irmãos Neto" muda de nome, denominado hoje como "Canal IN".

## Vida pessoal
Em 2010, após ter crises de ansiedade, Felipe Neto descobriu que teve depressão. Ele decidiu revelar isso ao público para alertar os jovens sobre o perigo do suicídio, que foi levantado em meio ao debate na mídia envolvendo a Baleia Azul e a série da Netflix, 13 Reasons Why. Neto é autodidata e muito interessado por livros.
Neto era um grande crítico do Partido dos Trabalhadores (PT) durante o governo de Dilma Rousseff. Em 2016, ele foi defensor do movimento pró-impeachment da ex presidente. Em um de seus vídeos, ele comemorou a aprovação do processo, dizendo: 

“Acabaram as apresentações em Brasília, agora só falta o resultado para o impeachment da demônia".
Em junho de 2017, durante uma entrevista, disse que votaria em Jair Bolsonaro para não votar em Lula da Silva, caso ambos disputassem as eleições presidenciais em 2018.

“Então assim: votar no Lula, sob qualquer hipótese, contra qualquer candidato, eu não voto. O Lula contra o 'gorila Malaquias'? Eu vou votar no Gorila. Embora o Bolsonaro represente muita coisa que eu ache que tá errada no mundo, se fosse ele contra o Lula, eu acho que eu não teria escolha. Teria que votar nele”.
Em 2020, Neto passou a adotar uma postura mais crítica à Bolsonaro, o chamando de "genocida", devido a sua gestão durante a Pandemia de COVID-19. Nas eleições presidenciais em 2022, declarou apoio a Lula e, ao encontrar Dilma Rousseff pessoalmente, pediu desculpas por ter apoiado o seu impeachment:

“Ontem pude olhar nos olhos da Presidente Dilma e pedir perdão. Perdão por ter propagado o antipetismo, o discurso golpista e o ódio à esquerda. O amor que ela me deu em retorno foi algo que nem consigo explicar a vocês. É esse amor que vai vencer dia 02”.
Felipe Neto é um torcedor fanático do Botafogo de Futebol e Regatas, tradicional clube do Rio de Janeiro, sendo considerado o torcedor mais influente. Ele já ajudou o clube financeiramente em situações de crise, patrocinando-o por meio de suas empresas.

## Filmografia
| Período       | Título                     | Personagem              | Nota(s)                                                   | Ref.          |
| ------------- | -------------------------- | ----------------------- | --------------------------------------------------------- | ------------- |
| 2010–presente | Felipe Neto                | Ele mesmo               | Canal oficial no YouTube                                  |               |
| 2010          | Fala a Verdade             | Ele mesmo               | 3 vídeos; protótipo do Não Faz Sentido                    |               |
| 2010–2014     | Não Faz Sentido!           | Ele mesmo               | Primeiro trabalho notável                                 |               |
| 2011–2014     | Parafernalha               | Vários/participações    | Produtora de vídeos para a internet                       |               |
| 2012–2015     | TGS Brasil                 | Ele mesmo/participações | Canal no YouTube de jogos                                 |               |
| 2013          | A Toca                     | Ele mesmo               | Websérie exclusiva para a Netflix                         |               |
| 2015          | YouTube FanFest Brasil     | Ele mesmo               | Evento exclusivo para o YouTube                           |               |
| 2015–2016     | Bastidores: MVNFS          | Ele mesmo               | Bastidores da peça de teatro "Minha Vida Não Faz Sentido" |               |
| 2016          | #LasVegasREAL              | Ele mesmo               | Websérie-reality do Grupo It Brazil                       |               |
| 2016          | Não Faz Sentido!           | Ele mesmo               | Retorno do quadro                                         |               |
| 2016          | Parafernalha               | Vários/participações    | Produtora de vídeos para a internet                       |               |
| 2016          | Animaneto                  | Ele mesmo (voz)         | Vídeos em animação                                        |               |
| 2016          | A Origem                   | Ele mesmo               | Quadro de entrevistas                                     |               |
| 2016          | Prêmio Multishow 2016      | Ele mesmo               | Apresentador via internet                                 |               |
| 2017          | #MIAMIREAL                 | Ele mesmo               | Websérie-reality do Grupo It Brazil                       |               |
| 2017          | Minha Vida Não Faz Sentido | Ele mesmo               | Peça de teatro lançada na Netflix                         | [ 53 ] [ 54 ] |
| 2017–2019     | Irmãos Neto/Canal IN       | Ele mesmo               | Canal no YouTube em parceria com seu irmão, Luccas Neto   |               |
| 2018–2019     | The Final Level Show       | Ele mesmo               | Apresentador                                              |               |

| Período   | Título                | Personagem         | Nota(s)                    | Ref.   |
| --------- | --------------------- | ------------------ | -------------------------- | ------ |
| 2010      | Furo MTV              | Ele mesmo          | Especial para o "VMB 2010" |        |
| 2010      | Será Que Faz Sentido? | Ele mesmo          |                            |        |
| 2011      | Na Fama e Na Lama     | Ele mesmo          | Participação especial      | [ 55 ] |
| 2011      | Esporte Espetacular   | Ele mesmo          | Repórter                   |        |
| 2011–2012 | Até que Faz Sentido   | Ele mesmo          | Apresentador               |        |
| 2011–2012 | Sem Noção             | Vários personagens | Ator e apresentador        |        |
| 2015      | Fantástico            | Ele mesmo          | Dicas sobre redes sociais  |        |
| 2016      | TVZ                   | Ele mesmo          | Apresentador convidado     |        |

| Lançamento | Título               | Personagem                | Ref.   |
| ---------- | -------------------- | ------------------------- | ------ |
| 2012       | Totalmente Inocentes | Apresentador de videocast | [ 56 ] |
| 2018       | Tudo por um Popstar  | Billy Bold                | [ 57 ] |

| Lançamento | Produto       | Nota(s)                                                                  | Ref. |
| ---------- | ------------- | ------------------------------------------------------------------------ | ---- |
| 2010       | Wise Up Teens | "Comercial Decoreba"                                                     |      |
| 2011       | Wise Up       | "Comercial Crescimento" ao lado de Rodrigo Santoro, Fábio Porchat e Fiuk |      |

## Teatro
| Ano     | Título                      | Nota(s)               | Ref.   |
| ------- | --------------------------- | --------------------- | ------ |
| 2003    | Sonho de Uma Noite de Verão | -                     | -      |
| 2011    | Avacalhados                 | Participação especial | -      |
| 2015–16 | Minha Vida Não Faz Sentido  | Ele mesmo             | [ 58 ] |
| 2017–18 | Felipe Neto MegaFest        | Ele mesmo             | -      |

## Prêmios e indicações
| Ano  | Prêmio                                                   | Categoria                                      | Resultado | Ref.   |
| ---- | -------------------------------------------------------- | ---------------------------------------------- | --------- | ------ |
| 2010 | 4º Prêmio Tudo de Bom!                                   | Personalidade do ano                           | Indicado  | [ 59 ] |
| 2010 | Video Music Brasil                                       | Web Star                                       | Venceu    | [ 60 ] |
| 2011 | Os Melhores da Websfera                                  | Vem, Gente!                                    | Venceu    | [ 61 ] |
| 2011 | Os Melhores da Websfera                                  | Vlogueiro do ano!                              | Venceu    |        |
| 2011 | Prêmio Jovem Brasileiro                                  | Revelação do ano na Internet                   | Venceu    |        |
| 2012 | Os Melhores da Websfera                                  | Agitador do ano!                               | Venceu    |        |
| 2017 | Meus Prêmios Nick                                        | Melhor Youtuber Masculino                      | Venceu    | [ 62 ] |
| 2018 | MTV Millennial Awards Brasil                             | Ícone MIAW                                     | Venceu    | [ 63 ] |
| 2018 | MTV Millennial Awards Brasil                             | Youtuber do Ano                                | Venceu    | [ 63 ] |
| 2018 | MTV Millennial Awards Brasil                             | Paródia do Ano                                 | Venceu    | [ 63 ] |
| 2018 | MTV Millennial Awards Brasil                             | Super Squad                                    | Indicado  | [ 63 ] |
| 2019 | Meus Prêmios Nick                                        | Canal de YouTube Favorito                      | Indicado  | [ 63 ] |
| 2019 | Prêmio Men of the Year Brasil                            | Homem do ano                                   | Venceu    | [ 64 ] |
| 2019 | Prêmio da IstoÉ                                          | Melhores do ano                                | Venceu    | [ 65 ] |
| 2019 | Medalha da Câmara dos Deputados do Brasil                | -                                              | Venceu    | [ 41 ] |
| 2019 | Prêmio Influency.me                                      | Entretenimento                                 | Venceu    |        |
| 2019 | Poc Awards                                               | Iniciativa do Ano (voto popular)               | Venceu    | [ 66 ] |
| 2020 | Prêmio iBest                                             | Personalidades                                 | Venceu    | [ 67 ] |
| 2020 | Prêmio iBest                                             | Youtuber do Ano                                | Venceu    | [ 68 ] |
| 2020 | Prêmio iBest                                             | Conteúdo de Games                              | Venceu    | [ 68 ] |
| 2020 | Prêmio Influency.me                                      | Opinião                                        | Venceu    | [ 68 ] |
| 2020 | Poc Awards                                               | Iniciativa do Ano (voto popular)               | Venceu    | [ 69 ] |
| 2021 | Prêmio Contigo! de TV                                    | Melhor Influenciador                           | Indicado  | [ 70 ] |
| 2021 | Splash Awards                                            | Melhor Youtuber                                | Indicado  | [ 71 ] |
| 2021 | Poc Awards                                               | Aliado do Ano (voto júri)                      | Venceu    | [ 72 ] |
| 2021 | Prêmio Influenciadores Digitais                          | Opinião e Atualidades (voto popular e técnico) | Venceu    | [ 73 ] |
| 2021 | Prêmio Influency.me                                      | Opinião & Comportamento (quantidade de votos)  | Venceu    | [ 74 ] |
| 2021 | Prêmio iBest                                             | Creator do Ano                                 | Venceu    | [ 75 ] |
| 2021 | Prêmio iBest                                             | Influenciador do Ano - Rio de Janeiro          | Venceu    | [ 75 ] |
| 2021 | Prêmio iBest                                             | Personalidade do Ano (Júri popular)            | Venceu    | [ 75 ] |
| 2021 | Prêmio iBest                                             | Youtuber do Ano (Júri popular)                 | Venceu    | [ 75 ] |
| 2021 | Prêmio iBest                                             | Opinião e Cidadania                            | Venceu    | [ 75 ] |
| 2021 | Prêmio iBest                                             | Conteúdo de Games                              | Venceu    | [ 75 ] |
| 2021 | Prêmio iBest                                             | Influenciador Twitter                          | Venceu    | [ 75 ] |
| 2022 | Prêmio Jovem Brasileiro                                  | O Fandom + F#d@ do Brasil                      | Indicado  | [ 76 ] |
| 2022 | Prêmio Jovem Brasileiro                                  | Rei do Insta                                   | Indicado  | [ 76 ] |
| 2022 | Prêmio Jovem Brasileiro                                  | YouTuber do Ano                                | Indicado  | [ 76 ] |
| 2022 | BreakTudo Awards                                         | Influenciador Social                           | Indicado  | [ 77 ] |
| 2022 | BreakTudo Awards                                         | YouTuber Masculino do Ano                      | Venceu    | [ 77 ] |
| 2022 | Capricho Awards                                          | Personalidade do Ano                           | Indicado  | [ 78 ] |
| 2022 | Melhores do Ano NaTelinha                                | Melhor Podcast / Canal YouTube                 | Indicado  | [ 79 ] |
| 2022 | Prêmio Contigo!                                          | Influenciador do Ano                           | Indicado  | [ 80 ] |
| 2022 | Prêmio Área VIP                                          | Melhor Influencer                              | Indicado  | [ 81 ] |
| 2022 | Prêmio Área VIP                                          | Melhor Podcast / Canal da Web                  | Venceu    | [ 81 ] |
| 2022 | Acervo Awards                                            | Influencer Engajado                            | Venceu    | [ 82 ] |
| 2022 | Troféu Associação Brasileira de Imprensa do Brasil (AIB) | Melhor Youtuber                                | Venceu    | [ 83 ] |
| 2022 | Prêmio iBest                                             | Youtuber do Ano                                | Venceu    | [ 84 ] |
| 2022 | Prêmio iBest                                             | Fandom Brasil                                  | Venceu    | [ 84 ] |
| 2022 | Prêmio iBest                                             | Personalidade do Ano (Júri popular)            | Venceu    | [ 84 ] |
| 2022 | Prêmio iBest                                             | Opinião e Cidadania (Júri popular)             | Venceu    | [ 84 ] |
| 2022 | Prêmio iBest                                             | Influenciador Rio de Janeiro (Júri popular)    | Venceu    | [ 84 ] |
| 2022 | Prêmio iBest                                             | Influenciador Twitter (Júri popular)           | Venceu    | [ 84 ] |
| 2022 | Poc Awards                                               | Aliado do Ano (voto júri)                      | Venceu    | [ 85 ] |

## Livros
- NETO, Felipe (2013). Não Faz Sentido!: Por Trás da Câmera. História do programa Não Faz Sentido!. Brasil: Editora Leya. 272 páginas
- NETO, Felipe (2018). A Trajetória de um dos Maiores Youtubers do Brasil. Brasil: Editora Coquetel Passatempos. 64 páginas
- NETO, Felipe (2018). A Vida Por Trás das Câmeras. Biografia. Brasil: Editora Pixel (Nova Fronteira). 64 páginas
- NETO, Felipe (2019). O Mundo Segundo Felipe Neto: Verdades Hilárias da Vida. Brasil: Editora Pixel. 128 páginas
- NETO, Felipe (2019). Felipe Neto: Acredite Se Puder. Brasil: Editora Pixel. 56 páginas
- NETO, Felipe (2024). Felipe Neto: Como enfrentar o ódio. Brasil: Companhia das Letras. 376 páginas

### Livros sobre Felipe Neto
- VILICIC, Filipe (2019). O clube dos youtubers: Como ícones rebeldes construíram o maior fenômeno da internet e se tornaram os principais influenciadores da juventude brasileira. Brasil: Gutenberg Editora. 240 páginas[86]

## Controvérsias

### Processos judiciais
No final de 2017, Felipe processou o youtuber Rogério Betin, conhecido por denunciar fraudes em seu canal, exigindo uma indenização de 37 mil reais após Rogério revelar supostas irregularidades em promoções e campanhas realizadas por Felipe. O processo teve a primeira audiência de conciliação no dia 23 de novembro, mas apenas Rogério compareceu.
Em dezembro de 2019, Felipe Neto tornou-se réu num processo por difamação e injúria movido pelo youtuber Nando Moura. Felipe foi condenado em primeira instância e está recorrendo da decisão.[carece de fontes?]
Em 17 de junho de 2020, Felipe Neto foi condenado a indenizar o presidente da Fundação Nacional do Índio, Marcelo Augusto Xavier Silva, por postagem em rede social. Para a juíza do 3° Juizado Especial Cível de Brasília, o réu "ultrapassou o amplo direito de expressão". Ele foi condenado em primeira instância a pagar oito mil reais a título de danos morais. Em sua defesa, o youtuber alegou, nos autos, que exerceu o direito constitucionalmente garantido de se expressar livremente sobre as notícias em divulgação. Felipe recorreu da decisão.
Em novembro de 2020, Felipe neto foi indiciado pela Delegacia de Repressão a Crimes de Informática (DRCI) por divulgar materiais impróprios para crianças e adolescentes em seu canal (art. 244-B do Estatuto da Criança e do Adolescente). Em junho de 2021, o processo foi arquivado pelo Tribunal de Justiça do Rio de Janeiro.
Em março de 2021, Felipe foi intimado a responder por crime contra a segurança nacional por chamar Bolsonaro de "genocida" por causa de sua gestão durante a pandemia de Covid-19. O filho do presidente, vereador Carlos Bolsonaro, apresentou denúncia contra o youtuber e a atriz Bruna Marquezine. A lei é de competência federal, mas foi executada pela Polícia Civil do Rio de Janeiro. Além disso, Carlos Bolsonaro usou o mesmo advogado que intimou Felipe Neto por corrupção de menores e o delegado de inquérito é Pablo Dacosta Sartori, que também foi responsável pelo inquérito contra Marcelo Feller, também acusado por violações pela mesma lei. Após a intimação, a hashtag #BolsonaroGenocida ficou entre os assuntos mais comentados do Twitter.

### Acusações falsas e ameaças
Em dezembro de 2019, Felipe Neto revelou ao jornal Extra que cogitou a possibilidade de deixar o Brasil, devido a ameaças de morte que recebeu através de carta anônima e e-mail, após seu posicionamento na Bienal do Rio de Janeiro. Após as ameaças, enviou a mãe para morar fora do Brasil.
Em junho de 2020, uma postagem com apologia à pedofilia, falsamente atribuída ao youtuber por meio de montagens, circulou nas redes sociais.
No mês seguinte, foi novamente alvo de acusações falsas e ameaças. Após gravar um vídeo que foi publicado pelo jornal The New York Times apontando o presidente do Brasil, Jair Bolsonaro, como o chefe de estado com a pior atuação no combate à pandemia de COVID-19. outras montagens contendo postagens forjadas de apologia à pedofilia como se fossem de sua autoria foram divulgadas em redes sociais; chegando a ter dezenas de milhares de compartilhamentos.
A ação difamatória gerou repercussão na mídia e Felipe Neto foi defendido por entidades civis, tais como a Ordem dos Advogados do Brasil, o Centro Acadêmico XI de Agosto e a Associação Juristas pela Democracia, além de artistas e políticos.

### Polêmicas e embates
Em 2020, Leo Dias acusou Felipe Neto de destruir a carreira do cantor Biel. Em 2016, Felipe gravou um Não Faz Sentido sobre o então MC Biel. Neto criticou suas letras e sua relação com as mulheres, afirmando que o cantor estava as assediando. Meses após, gravou outro vídeo criticando tweets antigos de Biel, desta vez frases racistas e sexistas, tweets antes da fama quando Biel era um adolescente de aproximadamente doze anos.
Ao comentar o Big Brother Brasil 20 no Twitter, Felipe Neto passou a criticar Pyong Lee. Segundo especulações de Lee, tal fato se deva a um vídeo que ele gravou chamado "Felipe Neto é o pior pesadelo dos pais", onde mandou diversas indiretas ao irmão de Luccas Neto, e a piada feita pelo hipnólogo em um de seus vídeos: "Hoje o dia está tão chato que vou chamar de Felipe Neto".
Em dezembro de 2020, ao ser flagrado fora da quarentena, jogando futebol durante a pandemia de COVID-19, Felipe Neto foi alvo de críticas. Anteriormente, Felipe havia criticado uma festa realizada por Carlinhos Maia. O próprio Carlinhos Maia e Pyong Lee, que foram criticados por Felipe Neto, o chamaram de hipócrita. O apresentador Tiago Leifert criticou o Instagram por ter banido de sua plataforma o vídeo que mostra Felipe Neto jogando. Em resposta, Felipe Neto disse que errou, foi um mal exemplo e que é seletivo ao criticar as pessoas. Segundo o jornalista Rica Perrone, amigo do responsável por vazar o vídeo, Felipe Neto mentiu no pedido de desculpas e que ele saiu da quarentena mais de uma vez. Perrone também disse que Felipe Neto vive numa "bolha", por frequentemente criticar as pessoas só pelas redes sociais.

### Banimento do Chess.com
Em fevereiro de 2021, Felipe postou em seu Twitter uma partida de xadrez online contra um turco, afirmando estar orgulhoso por tê-lo derrotado em apenas dois minutos. A divulgação da partida Neto vs. Atibaa atraiu diversos jogadores para a sua conta com quarenta vitórias seguidas, média de precisão de 98/99%, contra adversários de sua faixa de rating, algo jamais feito na história do xadrez, nem pelos mais fortes Grandes Mestres do mundo. A conta chamou a atenção de enxadristas profissionais e amadores, e os administradores do Chess.com, o maior site de xadrez do mundo, após analises, baniram Felipe Neto. Embora não tenham manifestado o motivo do banimento, o próprio Felipe assumiu, pelo Twitter, que trapaceou usando engine. Cinco dias antes de sua sequência perfeita de jogos, a precisão de jogo de Felipe era em média de 10%, variando para mais ou bastante para menos, chegando a perder com xeque-mate até em quatro lances. Após algumas horas a frase "Closed: Fair Play. This account has been closed for violation the Play Policy". foi retirada da conta de Felipe, aparecendo somente a frase: "Conta encerrada". No dia posterior ao banimento, o Mestre Internacional de Xadrez Roberto Molina, contratado pelo Chess.com, analisou o caso apontando os motivos que levaram à conclusão do uso da engine.